# Scottish Premier Reserve League
La Scottish Premier Reserve League est le nom donné au championnat de football qui opposait en Écosse les équipes réserves des clubs de Scottish Premier League entre 1998 et 2009.
La compétition est lancée en même temps que la Scottish Premier League en 1998. D'abord réservée aux joueurs de moins de 21 ans (avec un quota de cinq joueurs au-dessus de la limite par match), elle est à partir de 2004 étendue aux joueurs de tout âge. 
Le championnat est interrompu après la saison 2008-2009 pour des raisons financières ; les équipes réserves des plus grands clubs ayant intégré les divisions basses de la Scottish Football League.

## Palmarès

### Moins de 21 ans
- 1999 : St Johnstone FC
- 2000 : Heart of Midlothian FC
- 2001 : Rangers FC
- 2002 : Celtic FC
- 2003 : Celtic FC
- 2004 : Celtic FC

### Équipes réserves
- 2005 : Celtic FC
- 2006 : Celtic FC
- 2007 : Celtic FC
- 2008 : Celtic FC
- 2009 : Celtic FC